# Taulant Xhaka
Taulant Ragip Xhaka, född 28 mars 1991 i Basel, Schweiz, är en albansk fotbollsspelare (försvarare) som spelar för Basel. Han spelar i Albaniens landslag.
Taulant Xhakas yngre bror, Granit Xhaka är också en professionell fotbollsspelare som spelar i ett landslag, men i Schweiz landslag. Den 11 juni 2016 möttes de båda bröderna i en landskamp i fotbolls-EM.